# Lampophyton planiceps
Lampophyton planiceps är en korallart som först beskrevs av Williams 1986.  Lampophyton planiceps ingår i släktet Lampophyton och familjen Alcyonidae. Inga underarter finns listade i Catalogue of Life.